# Ван Чжэньдун
Ван Чжэньдун (кит. 王振東; род. 11 января 1991, Сюйчжоу, Цзянсу) — китайский легкоатлет, специалист по спортивной ходьбе. Выступал за сборную КНР по лёгкой атлетике в 2010-х годах, обладатель бронзовой медали Азиатских игр в Инчхоне, победитель и призёр первенств республиканского значения, участник летних Олимпийских игр в Рио-де-Жанейро.

## Биография
Ван Чжэньдун родился 11 января 1991 года в городском уезде Синьи округа Сюйчжоу провинции Цзянсу.
Занимался спортивной ходьбой с детства, в апреле 2005 года представлял свою школу на местной гонке в Синьи и получил главный приз. В 2007 году во время обучения в спортивной школе Сюйчжоу дебютировал на профессиональном уровне, присоединившись к легкоатлетической команде Цзянсу.
Впервые заявил о себе на международном уровне в сезоне 2010 года, когда вошёл в состав китайской сборной и выступил на юниорском азиатском первенстве в Ханое, где в зачёте ходьбы на 10 000 метров превзошёл всех соперников и завоевал золотую медаль.
В 2012 году получил серебро на соревнованиях IAAF Race Walking Challenge Final в Ордосе, став также серебряным призёром китайского национального чемпионата в дисциплине 50 км.
В 2014 году на Азиатских играх в Инчхоне взял бронзу в ходьбе на 50 км.
В марте 2016 года на соревнованиях в Хуаншане установил свой личный рекорд в дисциплине 50 км — 3:41:02. Выполнив олимпийский квалификационный норматив (4:06:00), удостоился права защищать честь страны на летних Олимпийских играх в Рио-де-Жанейро — в программе ходьбы на 50 км показал результат 3:48:50, расположившись в итоговом протоколе на 11-й строке.
Завершил спортивную карьеру по окончании сезона 2019 года.